# Érik Sablé
Pour les articles homonymes, voir Sablé.
Érik Sablé, né le 20 juillet 1949 à Nice et mort le 30 août 2020 à Saint-Lizier, est un essayiste et traducteur, notamment dans le domaine de la spiritualité et des religions de l’Inde telles que l’hindouisme et le bouddhisme. 

## Éléments biographiques
Érik Sablé naît le 20 juillet 1949 à Nice et reçoit une éducation catholique. 
Selon son témoignage, à 19 ans, il rencontre un moine bouddhiste sri-lankais qui lui enseigne la méditation et lui fait découvrir la spiritualité. Puis, à 22 ans, il tombe sur le livre La lumière du chemin de la théosophe Isha Schwaller de Lubicz, ouvrage qui va répondre aux questions qu’il se posait. 
D'autre part, il se met très jeune à l'étude du sanskrit, puis du tibétain, ce qui lui permet de traduire directement les textes qu'il publie. 
Devenu essayiste, il écrit une trentaine d'ouvrages,. 
Il meurt le 30 août 2020 à l'âge de 71 ans.

## Activités et domaines d'intérêt
Il a créé la maison d’édition « Terre Blanche » dont l’objectif est de rendre accessible des textes inédits issus des anciennes traditions hindouistes et bouddhistes. 
Outre sa prédilection pour les spiritualités orientales, il s'intéresse aussi à des mystiques chrétiens comme Angelus Silesius ou Maître Eckhart, et il a écrit une « petite introduction » à la spiritualité de François d'Assise, Le livre du détachement et de la paix, parue en 2006. Il a également rédigé des livres pour enfants. 
Passionné par les oiseaux qu’il observe et étudie durant de nombreuses années, il publie en 2017 l'ouvrage La sagesse des oiseaux : petit traité d’ornithologie poético-philosophique. 
Il a dirigé la collection « Chemins de sagesse » aux Éditions Dervy : « Malgré un penchant assez net pour les philosophies orientales, la collection regroupait aussi des textes issus de différentes religions du monde et comptait également plusieurs ouvrages écrits par le directeur de la collection lui-même ».

## Principales publications d'Érik Sablé
- Dictionnaire des Rose-croix, Paris, Dervy, 1996, 242 p. (ISBN 2-85076-808-1, BNF 35864171)
- La sagesse des oiseaux, Cadeilhan, Zulma, 2001, 93 p. (ISBN 2-84304-119-8, BNF 37711354)
- Méditation bouddhique, Puiseaux, Pardès, 2002, 127 p. (ISBN 2-86714-256-3, BNF 38849208)
- La vie et l'œuvre de René Schwaller de Lubicz, Paris, Dervy, 2003, 112 p. (ISBN 2-84454-173-9, BNF 39052147)
- Hakuin, le secret de la contemplation  : vie et enseignements d'un maître zen  (trad. du japonais), Paris, Dervy, coll. « Chemins de sagesse », 2004, 82 p. (ISBN 2-84454-276-X, BNF 39918435)
- Petit manuel d’émerveillement, Paris, Dervy, coll. « Chemins de sagesse », 2004, 93 p. (ISBN 2-84454-340-5, BNF 40038761)
- La révélation des maîtres de la sagesse : leurs enseignements sur Dieu, la vie post-mortem, le chemin spirituel et shambhala, Grenoble, le Mercure dauphinois, coll. « Chemins de sagesse », 2004, 123 p. (ISBN 2-913826-41-5, BNF 39154004)
- Tsu Yun, le moine aux semelles de vent : vie et paroles du dernier maître bouddhiste chinois, Paris, Dervy, coll. « Chemins de sagesse », 2004, 83 p. (ISBN 2-84454-281-6, BNF 39176060)
- Milarépa (trad. Érik Sablé), Les chants de la claire lumière : vie et paroles d'un yogi tibétain, Paris, Dervy, coll. « Chemins de sagesse », 2004, 105 p. (ISBN 2-84454-397-9, BNF 40076499)
- L'univers et un rêve, Paris, Zulma, 2005, 107 p. (ISBN 2-84304-268-2, BNF 40102282)
- Sagesse libertaire taoïste : introduction à la sainte paresse, Paris, Dervy, coll. « Chemins de sagesse », 2005, 129 p. (ISBN 2-84454-299-9, BNF 40038740)
- Sarahapāda (en) (trad. du sanskrit par Érik Sablé), L'essence lumineuse de l'esprit : vie et paroles d'un maître du bouddhisme tantrique, Paris, Dervy, coll. « Chemins de sagesse », 2005, 94 p. (ISBN 2-84454-353-7, BNF 39986651)
- Vie et paroles de Saï Baba de Shirdi : un saint indien, Paris, Dervy, coll. « Chemins de sagesse », 2006, 111 p. (ISBN 978-2-84454-446-9, BNF 40938877)
- Le livre du détachement et de la paix : petite introduction à la spiritualité de  saint François d'Assise ; suivie de La vie de saint François, La Bégude-de-Mazenc, Arma artis, 2006, 54 p. (ISBN 2-87913-089-1, BNF 42023896)
- L'interprétation ésotérique de l'Évangile selon René Guénon, Busloup, le Moulin de l'étoile, 2009, 53 p. (ISBN 978-2-915428-19-3 et 2-915428-19-0, BNF 42284510)
- Méditation sur l'essence de la pensée : un chemin vers la paix intérieure, Paris, Almora, 2010, 93 p. (ISBN 978-2-35118-047-1, BNF 42161478)
- Petit traité des étoiles, Paris, Mille et une nuits, 2010, 139 p. (ISBN 978-2-7555-0571-9, BNF 42228240)
- Takpo Tashi Namgyal (trad. Érik Sablé), Les six yogas de Naropa : les pratiques secrètes du bouddhisme tibétain, Paris, Dervy, coll. « Chemins de sagesse », 2011, 127 p. (ISBN 978-2-84454-680-7, BNF 42541702)
- Dictionnaire du bouddhisme zen, Paris, Dervy, coll. « Chemins de sagesse », 2012, 275 p. (ISBN 978-2-84454-931-0, BNF 42717872)« Érik Sablé reprend ici tous les mots de cette tradition spirituelle pour nous les expliquer avec une plume légère et un ton direct qui rendent accessibles toutes les notions les plus délicates à percevoir[14]. »
- René Guénon : le visage de l'éternité, Paris, Points, coll. « Voix spirituelles », 2013, 133 p. (ISBN 978-2-7578-2857-1, BNF 43688073)
- Les 7 clés de la méditation, Paris, Almora, 2013, 135 p. (ISBN 978-2-35118-166-9, BNF 43668954, lire en ligne)
- Les sadhus : une société d'hommes libres, Paris, Almora, 2014, 159 p. (ISBN 978-2-35118-224-6, BNF 44225003) — Photographies d'Alexandre Sattler
- Petit traité de la joie, Paris, Dervy, coll. « Chemins de sagesse », 2015, 199 p. (ISBN 978-1-02-420103-1, BNF 45213880)Coup de cœur de la librairie L'Or des Etoiles à Vézelay[15].
- Vijñānabhikṣu (trad. du sanskrit par Érik Sablé), Introduction aux Yoga-sûtras de Patanjali : Yoga-sara-samgraha, Grenoble, le Mercure dauphinois, 2015, 77 p. (ISBN 978-2-35662-079-8, BNF 44467128)
- Éloge de la sainte paresse, Paris, Almora, 2016, 168 p. (ISBN 978-2-35118-312-0, BNF 45117050)
- La sagesse des oiseaux : petit traité d'ornithologie poético-philosophique, Paris, Les Deux océans, 2017, 199 p. (ISBN 978-2-86681-210-2, BNF 45326862)
- L'éveil, une conversion du regard : l'illumination spirituelle et ses implications philosophiques, Paris, Dervy, coll. « Chemins de sagesse », 2018, 205 p. (ISBN 979-10-242-0238-9, BNF 45449167)
- L'arbre voyageur : un itinéraire de vie avec Ibn Arabi, Paris, Almora, 2018, 185 p. (ISBN 978-2-35118-388-5, BNF 45601083)
- Takpo Tashi Namgyal (trad. Érik Sablé), Le grand geste libérateur : le coeur de la méditation dans le bouddhisme tibétain, Paris, Les Deux océans, 2019, 143 p. (ISBN 978-2-86681-230-0, BNF 45853116)